# That's Right—You're Wrong
That's Right - You're Wrong é um filme estadunidense de 1939, do gênero comédia musical, dirigido por David Butler e estrelado por Kay Kyser e Adolphe Menjou. Este é o primeiro filme de Kyser, comediante que possuía um programa de muito sucesso no rádio, onde misturava pastelão com música. Quase sem enredo, tudo no filme serve de pretexto para que Kyser e sua banda toquem canções, inventem perguntas e façam de bobos uns aos outros.
A produção deu um lucro líquido de 219 mil dólares, o que garantiu a Kyser mais quatro filmes na RKO.
No elenco, sem receber créditos, Sheilah Graham e Hedda Hopper, famosas colunistas de fofocas do mundo do cinema. Entre as canções, The Little Red Fox, Fit to Be Tied e Happy Birthday to Love.

## Sinopse
Bandleader recebe convite para estrelar filme e parte com seus músicos para Hollywood. Uma série de imprevistos e mal-entendidos, porém, impede que as coisas andem. Além disso, os roteiristas não conseguem alinhar uma história que faça sentido.

## Elenco
| Ator/Atriz            | Personagem     |
| --------------------- | -------------- |
| Kay Kyser             | Kay Kyser      |
| Adolphe Menjou        | Stacey Delmore |
| May Robson            | Avó            |
| Lucille Ball          | Sandra Sand    |
| Dennis O'Keefe        | Chuck Deems    |
| Edward Everett Horton | Tom Village    |
| Roscoe Karns          | Mal Stamp      |
| Moroni Olsen          | J. D. Forbes   |
| Hobart Cavanaugh      | Dwight Cook    |
| Ginny Simms           | Ginny Simms    |
| Harry Babbitt         | Harry Babbitt  |
| Sully Mason           | Sully Mason    |